# Nat på museet
Nat på Museet (Night at the Museum) er en amerikansk filmkomedie fra 2006. Filmen er baseret på The Night at the Museum, en børnebog skrevet af Milan Trenc i 1993.
Filmen havde dansk premiere den 9. februar 2007, og blev skrevet af Ben Garant og Thomas Lennon. Filmen er instrueret af Shawn Levy, mens Ben Stiller, Robin Williams, Dick Van Dyke, Mickey Rooney, Ricky Gervais, Carla Gugino, Charlie Murphy, Steve Coogan og Owen Wilson medvirker i filmen.
Fortsættelsen til filmen Nat på Museet 2 fik premiere den 20. maj 2009 i Danmark.

## Handling
Larry Daley (Ben Stiller) er en skilt far som har problemer med at holde på arbejdspladserne, han forsøger sig på. Han er desperat for at sønnen Nick (Jake Cherry) skal respektere ham, da Nick er i færd med at knytte bånd med sin mere succesrige stedfar Don (Paul Rudd). Efter at have fået sparket fra endnu et arbejdssted, søger han job ved Museum of Natural History, og får en stilling som nattevagt.
De tre ældre nattevagter Cecil (Dick Van Dyke), Gus (Mickey Rooney), og Reginald (Bill Cobbs), giver ham en hurtigt rundvisning, anbefaler ham at lade nogle af lysene være tændt, og advarer ham mod at lukke noget «ind… eller ud». Larry følger selvfølgelig ikke instruktionsbogen han får tildelt, og der opstår hurtigt kaos. Dexter, en abe fra den afrikanske udstilling, river instruktionsbogen i stykker, og der opstår en slåskamp. Larry støder på et skelet Tyrannosaurus rex, miniature anført af cowboyen Jedediah (Owen Wilson) og romeren General Octavius (Steve Coogan). Larry bliver heldigvis reddet fra slåskampen af en voksmodel af Theodore Roosevelt ((Robin Williams), som forklarer at helt siden den egyptiske stentavle kom på museet, er alt som er udstillet blevet levende. Han forklarer også at hvis nogen ad udstillingsobjekterne ikke står på sin plads i det solen står op, forvandles de til støv.
Dagen efter anbefaler en af de ældre nattevagter ham at studere historien omkring hændelser og personer udstillet på museet så at han kan forberede sig bedre til natten.
Dagen efter finder Larry på en plan. Planen slår fejl da Dexter stjæler hans nøgler, og en neandertaler ryger ud af et vindue og forvandles til støv i det solen står op.
Larry beholder så vidt jobbet efter det som hændte i hulemandsudstillingen. For at overraske sin søn, tilbyder Larry a tage ham med sig på job den følgende nat, men ingenting kommer til live. Larry opdager at de tre ældre nattevagter har stjålet den egyptiske stentavle, på grund af at den gør dem yngre. Nick stjæler stentavlen tilbage fra dem igen, og dette gør så udstillingsobjekterne bliver til live igen. En af de ældre nattevagter stjæler tavlen på ny, og låser Larry og Nick ind i det egyptiske rum.
Etter at have kommet sig under nogle store statuer, åbner Larry sarkofagen i rummet og slipper mumien Ahkmenrah (Rami Malek) løs, der beordrer statuerne til ikke at angribe Larry, men at bryde igennem porten, der lukker dem inde. Ved hjælp af Ahkmenrah bliver Larry ven med hunneren Atilla, og sammen roer de ned af de kæmpende udstillingsobjekter. Larry overbeviser dem om at de må arbejde sammen for at fange nattevagterne, og sammen lykkedes det dem at få tag i to ad dem, mens den tredje stikker ad med stentavlen. Larry og en gruppe udstillingsobjekter optager jagten, og de får til sidst fanget den tredje nattevagt. Ahkmenrah udfører en trylleformular på stentavlen for at få udstillingsobjekterne til at blive beroliget.
Dagen etter giver Mr. McFee (Ricky Gervais),, Larry sparket, til trods for hans forsøg på at rydde op på museet. Larry får imidlertid jobbet tilbage efter at en række nyhedsopslag gør at flere kommer for at se udstillingen. Senere den nat holder Larry og Nick fest sammen med udstillingsobjekterne.

## Produktion
Bygningen som vises i filmen er et set, der blev bygget i Vancouver i Canada, og er baseret på American Museum of Natural History i New York.

## Rolleliste
| Skuespiller          | Rolle                |
| -------------------- | -------------------- |
| Ben Stiller          | Larry Daley          |
| Jake Cherry          | Nick Daley           |
| Robin Williams       | Theodore Roosevelt   |
| Carla Gugino         | Rebecca              |
| Dick Van Dyke        | Cecil                |
| Mickey Rooney        | Gus                  |
| Bill Cobbs           | Reginald             |
| Owen Wilson          | Jedediah Smith       |
| Steve Coogan         | Gaius Octavius       |
| Ricky Gervais        | Mr. McPhee           |
| Rami Malek           | Ahkmenrah            |
| Charles Q. Murphy    | Taxachauffør         |
| Kim Raver            | Erica Daley          |
| Patrick Gallagher    | Attila               |
| Pierfrancesco Favino | Christopher Columbus |
| Mizuo Peck           | Sacagawea            |
| Martin Christopher   | Meriwether Lewis     |
| Martin Sims          | William Clark        |
| Brad Garrett         | Påskeøhoved (stemme) |
| Paul Rudd            | Don                  |